# 伯特、湯姆和威廉
伯特（英語：Bert）、湯姆（英語：Tom）和威廉（英語：William）是托爾金奇幻文學《哈比人歷險記》故事裡的角色，為比爾博與十三矮人在食人妖之地所遇見的三隻食人妖。

## 生平
伯特、湯姆和威廉是流浪的山丘食人妖，他們四處偷竊、搶劫。由於食人妖害怕陽光的緣故，他們在白晝時於山洞裡居住，並將掠奪來的寶藏和武器藏在山洞中。
如《哈比人歷險記》第二章〈烤羊腿〉中所描述，第三紀元2941年比爾博與十三矮人在前往孤山途中進入了荒野，不巧撞見正在烤羊腿的伯特、湯姆和威廉，十三名矮人都被其所抓住，唯獨比爾博逃了出來。在伯特、湯姆和威廉正在討論如何烹調矮人的方式時，灰袍巫師甘道夫及時趕到，模仿三隻食人妖說話的聲音令他們之間彼此爭吵，以拖延時間讓他們忘記在黎明到來之前躲起來（在托爾金的傳說故事集中，食人妖會被陽光石化）；因此，伯特、湯姆和威廉都被陽光化成了石頭。隨後眾人發現了他們平日棲身的洞穴，比爾博、索林和甘道夫分別從中獲得了武器刺針、獸咬劍和敵擊劍。
托爾金在之後出版的續集《魔戒》第一部中亦有提及到伯特、湯姆和威廉，當時佛羅多等哈比人在前往瑞文戴爾途中見到了他們這三隻食人妖的石像。

## 改編
伯特、湯姆和威廉被石化的雕像有出現在彼得·傑克森執導的《魔戒首部曲：魔戒現身》中。維塔工作室的微縮模型製作團隊完成了這些雕像。
在傑克森之後執導的2012年電影《哈比人：意外旅程》裡，伯特、湯姆和威廉分別由馬克·哈德洛、威廉·基契爾和彼得·漢柏頓以動態捕捉方式飾演。與原著不同的是，電影裡十三名矮人在被抓之前還曾一度向食人妖奮勇進攻；另外是比爾博在拖延時間、誤導三隻食人妖，與他們討論如何烹調裝在袋子裡的矮人，而非甘道夫；直到最後他的計謀被伯特、湯姆和威廉識破之時，甘道夫才出現打破岩石讓陽光照射進來將三隻食人妖變成石頭。
在哈比人電影上映之後，威靈頓維塔工作室所設立的小型博物館維塔洞穴（Weta Cave）外放置了伯特、湯姆和威廉的雕像，供遊客參觀。

## 外部連結
- 網際網路電影資料庫上湯姆的資料（英文）
- 網際網路電影資料庫上伯特的資料（英文）
- 網際網路電影資料庫上威廉的資料（英文）
- 伯特（页面存档备份，存于）、湯姆（页面存档备份，存于）和威廉（页面存档备份，存于）在阿爾達百科全書上的條目（英文）